# Буайе, Жозеф
Жозеф Буайе (фр. Joseph Boyer; 1761–1830) — французский военный деятель, бригадный генерал (1807 год), барон (1811 год), участник революционных и наполеоновских войн.

## Биография
Начал военную службу 13 июля 1778 года простым солдатом в пехотном полку Эно. 20 сентября 1780 года произведён в капралы, и под командой полковника виконта д'Отфора принимал участие в войне за независимость Соединённых Штатов с 1780 по 1783 год. Вернувшись во Францию, он был инструктором в своём полку и 1 апреля 1790 года получил звание сержанта. 16 декабря 1791 года он получил отпуск.
26 августа 1792 года избран капитаном 3-го батальона волонтёров департамента Гар. Участвовал в кампании 1792 года в составе Альпийской армии. 6 мая 1793 года получил звание командира батальона, и возглавил 1-й батальон волонтёров департамента Гар. 24 июля 1793 года возглавил 3-й батальон Легиона горных егерей в Армии Восточных Пиренеев.
5 ноября 1795 года произведён в полковники, и назначен командиром 29-й полубригады лёгкой пехоты в Итальянской армии. С 3 июня 1796 года по 2 февраля 1797 года участвовал в осаде Мантуи. Сражался 13-14 февраля 1797 года при Риволи и 15 августа 1799 года при Нови. 18 сентября 1799 года прославился при отступлении от Фоссано к Гоньи, где во главе колонны из 1500 человек упорно сдерживал наступление превосходящих сил противника (15 000 человек) и сумел спасти 3 пушки. 20 октября 1799 года получил пулевое ранение в голову в бою при Бейметте.
3 ноября 1801 года получил под своё начало 7-й полк лёгкой пехоты, который 29 августа 1803 года стал частью пехотной дивизии Дюрютта в лагере Брюгге. В 1804 году переведён в Брест. 29 августа 1805 года его полк влился в состав 2-й пехотной дивизии генерала Матьё 7-го армейского корпуса маршала Ожеро Великой Армии и принял участие в Австрийской кампании 1805 года, сражался в Тироле против австрийского корпуса фельдмаршала Елачича, который был окружён и вынужден 13 ноября 1805 года капитулировать в Фельдкирхе. В ходе Прусской и Польской кампаний 1806-07 годов сражался 14 октября 1806 года при Йене, 26 декабря 1806 года при Голымине и 8 февраля 1807 года при Эйлау. 8 марта 1807 года из-за последствий ранения головы, вызвавшего глухоту и ухудшение зрения, вышел в отставку с производством в бригадные генералы. 
3 сентября 1808 года женился в Ниме на Мари Фор (фр. Marie Henriette Faure; 1767–1860).
С 25 ноября 1811 года исполнял обязанности военного коменданта крепости Тортоса в Каталонии. 23 июня 1812 года он был в Пон-дю-Руа, где потерял свою награду офицера Почётного легиона, а также другие важные бумаги. Эвакуировал Тортосу только 1 июня 1814 года, то есть через 2 месяца после отречения Наполеона. При первой Реставрации оставался с 1 июня 1814 года без служебного назначения. Во время «Ста дней» присоединился к Императору и 9 июня 1815 года был назначен комендантом Бельфора. После второй Реставрации определён 1 октября 1815 года в резерв и 19 декабря 1815 года окончательно вышел в отставку. Умер 12 декабря 1830 года в Ниме в возрасте 69 лет.

## Воинские звания
- Капрал (20 сентября 1780 года);
- Сержант (1 апреля 1790 года);
- Капитан (26 августа 1792 года);
- Командир батальона (6 мая 1793 года);
- Полковник (5 ноября 1795 года);
- Бригадный генерал (8 марта 1807 года).

## Титулы
- Шевалье Империи (фр. chevalier de l’Empire; патент подтверждён 11 июля 1810 года);
- Барон Буайе и Империи (фр. baron Boyer et de l'Empire; патент подтверждён 25 ноября 1811 года)[1].

## Награды
Легионер ордена Почётного легиона (11 декабря 1803 года)
 Офицер ордена Почётного легиона (14 июня 1804 года)